# Анна София Шарлота фон Бранденбург-Швет
Анна София Шарлота фон Бранденбург-Швет (на немски: Anna Sophie Charlotte von Brandenburg-Schwedt; Sophie von Hohenzollern; * 22 декември 1706, Берлин; † 3 януари 1751, дворец Зангерхаузен) от династията Хоенцолерн, е маркграфиня от Бранденбург-Швет и чрез женитба херцогиня на Саксония-Айзенах (1729 – 1741).

## Живот
Тя е най-възрастната дъщеря на маркграф Албрехт Фридрих фон Бранденбург-Швет (1672 – 1731) и съпругата му принцеса Мария Доротея Кетлер от Курландия (1684 – 1743), дъщеря на херцог Фридрих II Казимир Кетлер.
Анна София Шарлота се омъжва на 3 юни 1723 г. в Берлин за херцог Вилхелм Хайнрих фон Саксония-Айзенах (1691 – 1741). Тя е втората му съпруга. Те нямат деца.
Тя умира на 6 януари 1751 г. на 44 години в двореца „Зангерхаузен“.